# 日比野恵子
日比野 恵子（ひびの けいこ、1933年7月7日 - ）は、日本の女優。1952年度、第2回ミス日本優勝者。

## 概要
1933年生まれ。神奈川県立横浜平沼高等学校では岸恵子、小園蓉子と同期。日本鋼管鶴見製鉄所庶務課に勤務していた1952年、初代の山本富士子に続く2代目のミス日本優勝者となる。新東宝専属女優として数々の名作映画に出演したが、1958年に退社。1959年に歌舞伎座プロと専属契約を結び松竹作品にいくつか出演するが、1961年の「女舞」を最後に映画界を去って引退する。

## 出演作品
- 女舞（茜）
- 真昼の罠（陽子）
- 最後の切札（小宮田鶴子）
- 鑑賞用男性（原理恵）
- しかも彼等は行く（佐渡先生）
- 恋の片道切符（田島久子）
- 痛快なる花婿（和子）
- わかれ（俊子）
- ふるさとの風（吉野幸江）
- 太陽に背く者
- 風のうちそと（庄司品子）
- 人形佐七捕物帖 腰元刺青死美人（お蝶）
- 新日本珍道中
- 人形佐七捕物帖 浮世風呂の死美人（洗い髪のお絹）
- 色競べ五人女（およし）
- 人形佐七捕物帖 花嫁殺人魔（お粂）
- 危し!伊達六十二万石（浅岡）
- 鏡山誉の女仇討（お初）
- 幽霊沼の黄金（天花院お花）
- 美男剣競録（小春）
- 風雲天満動乱（お網）
- 日米花嫁花婿入替取替合戦（沖山真理子）
- 若君漫遊記 伏見稲荷の大仇討（お吉）
- 風雲急なり大阪城 真田十勇士総進軍（お近）
- 人形佐七捕物帖 妖艶六死美人（お粂）
- 剣豪相馬武勇伝 桧山大騒動（お千代）
- 金語楼の雷社長（五十嵐浪子）
- 快傑修羅王（天人お島）
- 検事とその妹（矢島明子）
- 駈出し社員とチャッチャ娘（横田直子）
- 背広さんスカートさん（青木恋子）
- 若人のうたごえ（夏川京子）
- 息子一人に嫁八人（北村富美子）
- 黒帯無双（早苗）
- 柔道流転（小野早苗）
- 三等社員と女秘書（北村社長の嬢ルリ子）
- 花真珠（香川朝子）